# Castilleja del Campo
Castilleja del Campo ist eine Gemeinde in der Provinz Sevilla in Spanien mit 612 Einwohnern (Stand: 2024). Sie liegt in der Comarca El Aljarafe in Andalusien. 

## Geografie
Die Gemeinde Castilleja del Campo grenzt an die Gemeinden Carrión de los Céspedes, Chucena, Escacena del Campo, Huévar del Aljarafe und Sanlúcar la Mayor.

## Geschichte
Es gibt hier Funde aus der Römerzeit. Zur Zeit der Mauren wurde hier eine Befestigungsanlage und mehrere Gehöfte errichtet. Der Ort gewann schließlich im 18. Jahrhundert an Bedeutung.

## Wirtschaft
Ein Großteil der Wirtschaft ist landwirtschaftlich geprägt, wobei die Hauptanbaukulturen Oliven und Getreide sind.

## Sehenswürdigkeiten
- Kirche von San Miguel